# Enrique Badesich

Imagen, texto y autógrafo de Enrique Badesich.

Enrique Badessich, también conocido como Enrique Badesich (San Miguel de Tucumán, 14 de enero de 1896 - Buenos Aires, 8 de agosto de 1961) fue un periodista, poeta y político argentino, célebre por sus actitudes extravagantes y por haber sido elegido para un escaño en la Legislatura de la provincia de Córdoba, la cual sin embargo rechazó su incorporación.

## Biografía
Nacido en San Miguel de Tucumán, realizó sus estudios en la ciudad de Córdoba, e ingresó al Ejército Argentino, en el que alcanzó el grado de cabo del servicio de telégrafos. Fue destinado al telégrafo de la base antártica de las islas Orcadas del Sur.
Regresó a Córdoba poco antes de 1920, donde abrió una librería y escribió algunos libros de poemas. Editó un periódico humorístico llamado El Arlequín y se hizo amigo de intelectuales como Deodoro Roca y José Ingenieros.
En las elecciones del 2 de abril de 1922 se presentó como candidato a diputado provincial por el Partido Bromosódico; llevó adelante una extensa campaña, con alrededor de 300 discursos, en los que prometía 

el amor libre, la separación de la Iglesia y el estado,  la supresión del Ejército por antisocial y anacrónico, el acortamiento de los hábitos sacerdotales para, con la tela economizada, hacer ropa para los chicos pobres, la eliminación de las esquinas para evitar los choques, la implantación de la República cordobesa con representantes confidenciales ante los países de Europa y América, Argentina incluida.

Daba sus discursos en improvisados escenarios en toda la ciudad de Córdoba, ataviado con un traje de papel y un enorme sombrero. En circunstancias normales, no hubiera tenido éxito alguno; pero la Unión Cívica Radical había renunciado a presentar candidatos para esas elecciones debido a que su propuesta de reforma política había sido rechazada. La victoria del partido conservador se daba por descontada, pero la lucha por el segundo lugar –sólo los primeros dos partidos aportaban diputados a la Cámara– no tenía demasiado interés en un verano extremadamente caluroso. Por esa razón, un grupo numeroso de estudiantes de la Universidad promovió en forma de broma la candidatura de Badesich, que logró –por apenas 22 votos– la cantidad necesaria para acceder a la Cámara.
Badesich se presentó a asumir la banca que le correspondía, pero la mayoría conservadora rechazó su elección, argumentando que 

es una persona notoriamente incapacitada para ejercer como legislador.

Ante la situación, Badesich viajó a Buenos Aires, donde intentó infructuosamente que el Congreso Nacional o el presidente Hipólito Yrigoyen intervinieran la provincia de Córdoba, a fin de obligar a la Legislatura a aceptar su diploma de legislador. No tuvo éxito, pero aprovechó su estadía en la capital para pronunciar conferencias sobre cubismo y amor libre.
Se radicó en Rosario, donde se afilió a la Unión Cívica Radical Antipersonalista, publicó al menos dos periódicos, El Quijote e Yrigoyen; incorporado al radicalismo oficialista, propugnó la elección presidencial de Yrigoyen en 1928, asignándose parte del mérito de su elección. El periódico dejó de aparecer poco después de la asunción presidencial de Yrigoyen.
Radicado en Paraná, editó un periódico en que llamó al asesinato del dictador José Félix Uriburu, por lo que fue arrestado. Tras ser puesto en libertad por un juez que lo consideró insano, desapareció de la vida pública por quince años.
Reapareció en Buenos Aires el 15 de octubre de 1945, solicitando en el juzgado del juez Horacio Fox el habeas corpus a favor del coronel Juan Perón, detenido por esos días, lo cual perjudicó judicialmente al detenido. Cinco años más tarde fue imputado en un juicio por especulación con cemento Portland, y más tarde en otras causas; en todas fue sobreseído, por distintas razones.
Falleció en Buenos Aires en el año 1961, sin que nadie reclamara sus restos para un velatorio.